# (48643) Allen-Beach
(48643) Allen-Beach est un astéroïde de la ceinture principale.

## Description
(48643) Allen-Beach est un astéroïde de la ceinture principale. Il fut découvert le 20 octobre 1995 à Sormano par Piero Sicoli et Francesco Manca. Il présente une orbite caractérisée par un demi-grand axe de 2,31 UA, une excentricité de 0,12 et une inclinaison de 10,1° par rapport à l'écliptique.

## Compléments